# Papuaglasögonfågel
Papuaglasögonfågel (Zosterops novaeguineae) är en fågel i familjen glasögonfåglar inom ordningen tättingar.

## Utseende och läte
Papuaglasögonfågeln är en liten tätting med olivgrön rygg, gult på strupen och under stjärten, vitaktig buk och en vit ring runt ögat. Den är mycket lik grönpannad glasögonfågel men saknar vanligen svart runt ansiktet samt har mindre tydligt avgränsat gult på strupen och vitaktig undersida. Sången består av en ljus ton följt av nedåtböjda "piuu", medan lätet är stigande och raspigt.

## Utbredning och systematik
Papuaglasögonfågel förekommer på Nya Guinea och intilliggande Aruöarna. Den delas in i sju underarter med följande utbredning:
- Zosterops novaeguineae novaeguineae – bergstrakter på Fågelhuvudhalvön på nordvästra Nya Guinea
- Zosterops novaeguineae aruensis – Aruöarna
- Zosterops novaeguineae magnirostris – nordöstra Nya Guineas kust, mittemot ön Manam
- Zosterops novaeguineae wahgiensis – Wahgidalen, på berget Mount Kubor och i Bismarckbergen på centrala New Guinea
- Zosterops novaeguineae wuroi – södra Nya Guineas kust, väster om floden Fly
- Zosterops novaeguineae crissalis – bergstrakter på sydöstra Nya Guinea
- Zosterops novaeguineae oreophilus – bergstrakter på Huonhalvön på östra Nya Guinea

Vissa inkluderar aruensis i wuroi.

## Levnadssätt
Papuaglasögonfågeln hittas i både låglänt och bergsbelägen skog. Den ses ibland tillsammans med andra glasögonfåglar.

## Status och hot
Arten har ett stort utbredningsområde, men tros minska i antal, dock inte tillräckligt kraftigt för att den ska betraktas som hotad. Internationella naturvårdsunionen IUCN listar arten som livskraftig (LC).